# Cephalotettix pilosus
Cephalotettix pilosus är en insektsart som först beskrevs av Carl Stål 1878.  Cephalotettix pilosus ingår i släktet Cephalotettix och familjen gräshoppor. Inga underarter finns listade i Catalogue of Life.